# Cinisi
Cinisi (sicilià Cìnisi) és un municipi italià, dins de la ciutat metropolitana de Palerm. L'any 2007 tenia 11.267 habitants. Limita amb els municipis de Carini i Terrasini.

## Administració
| Període | Identitat           | Partit        |
| ------- | ------------------- | ------------- |
| 2007-   | Salvatore Palazzolo | Llista cívica |